# Нікольське (Оренбурзький район)
Ніко́льське (рос. Никольское) — село у складі Оренбурзького району Оренбурзької області, Росія.

## Палеонтологія
Нікольське — місце виявлення скам'янілостей темноспондилів, що жили в ранньому тріасовому періоді ( індський ярус): Tupilakosaurus, Syrtosuchus і, можливо, Stoschiosaurus. Тут же знайдені скам'янілості невизначених представників підродини Cosgriffiinae.

## Населення
Населення — 1143 особи (2010; 1293 у 2002).
Національний склад (станом на 2002 рік):
- росіяни — 85 %